# Rovajärvi (sjö, lat 66,72, long 26,80)
Rovajärvi är en sjö i Finland. Den ligger i kommunen Kemijärvi i landskapet Lappland, i den norra delen av landet, 700 km norr om huvudstaden Helsingfors. Rovajärvi ligger 204,3 meter över havet. Den är 11,5 meter djup. Arean är 1,21 kvadratkilometer och strandlinjen är 9,73 kilometer lång. Sjön  ingår i Kemi älvs huvudavrinningsområde. 